# Gustav Siemon
Gustav Siemon (* 20. Juni 1918 in Lippoldsberg; † 17. Januar 2011 in Berlin) war ein deutscher Politiker der DDR-Blockpartei NDPD. Er war von 1949 bis 1973 Abgeordneter der Volkskammer der DDR und bis zur Auflösung der Länder 1952 Vorsitzender des NDPD-Landesvorstandes Mecklenburg. 

## Leben
Der Sohn eines Arbeiters absolvierte nach dem Besuch der Volksschule von 1932 bis 1935 eine Lehre als Sortimentsbuchhändler und arbeitete anschließend bis 1936 im Beruf. Er leistete ab dem 1. Oktober 1936 Militärdienst in der Luftwaffe und wurde im Zweiten Weltkrieg als Flugzeugführer und Fernaufklärer eingesetzt. Am 6. Dezember 1942 flog er mit einer Junkers Ju 88 D-1 der  3.(F)/Aufkl.Gr. Ob.d.L. und geriet durch Abschuss bei Jeletz in sowjetische Kriegsgefangenschaft. Er trat im Juli 1943 dem NKFD bei und war im September 1943 Mitbegründer des BDO. Von Mai bis Dezember 1944 besuchte er die Zentrale Antifa-Schule in Krasnogorsk.
Am 26. Mai 1945 kehrte er nach Deutschland zurück, wurde der in Mecklenburg tätigen Gruppe um Gustav Sobottka zugeteilt und im Juli 1945 Mitglied der KPD. 1945 wurde er auch Mitglied des FDGB und des DKB. Im Juli 1945 wurde er in die Landesverwaltung Mecklenburg berufen und mit der Bildung der Abteilung Kultur im Ministerium für Volksbildung beauftragt. Nach der Zwangsvereinigung von SPD und KPD war er von April 1946 bis Juni 1948 Mitglied der SED. 1947 wurde er Mitglied der DSF. Im Juni 1948 war er Mitbegründer der NDPD in Mecklenburg. Er war von Juni 1948 bis 1952 politischer Geschäftsführer, stellvertretender Vorsitzender bzw. Vorsitzender des NDPD-Landesverbandes Mecklenburg. Von 1948 bis 1989 war er Mitglied des Hauptausschusses der NDPD.
1948/49 war er Abgeordneter des Deutschen Volksrates, von 1949 bis 1973 als Mitglied der NDPD-Fraktion Abgeordneter der Volkskammer (von 1963 bis 1967 und 1971 bis 1973 als Berliner Vertreter). Er war von 1954 bis 1958 Mitglied des Wahlprüfungsausschusses, von 1958 bis 1963 Mitglied des Ständigen Ausschusses für Allgemeine Angelegenheiten, von 1967 bis 1973 Vorsitzender des Mandatsprüfungsausschusses der Volkskammer und von 1967 bis 1973 Stellvertretender Vorsitzender der NDPD-Fraktion.
Von 1949 bis 1958 war er Mitglied des Nationalrates der Nationalen Front des demokratischen Deutschland. 1948 war er als Vizepräsident und 1950/51 als Präsident der IHK Mecklenburg tätig. Ein Fernstudium an der DASR Potsdam von 1951 bis 1954 schloss er als Diplom-Staatswissenschaftler ab. 1952 war er Direktor der Landesparteischule der NDPD in Schwerin-Grambow. 
Nach Bildung der Bezirke in der DDR war er 1952/53 politischer Geschäftsführer des NDPD-Bezirksvorstandes Suhl und von 1953 bis 1955 Vorsitzender des NDPD-Bezirksvorstandes Gera. Anschließend war er von 1955 bis 1961 Chefredakteur des NDPD-Zentralorgans National-Zeitung (Nachfolger von Reinhold Hennig) und Mitglied des Zentralvorstandes des Verbandes der Deutschen Presse. Dem folgte eine Tätigkeit von 1961 bis 1963 als Leiter der  Abteilung Internationale Verbindungen des NDPD-Parteivorstandes. Von 1963 bis Dezember 1985 war er Mitglied des Parteivorstandes bzw. des Präsidiums des Hauptausschusses der NDPD. Von 1963 bis 1972 fungierte er als Sekretär des Hauptausschusses der NDPD und war als solcher für Parteiorgane und Personalpolitik zuständig. Von 1972 bis 9. Januar 1984 war er Vorsitzender des NDPD-Bezirksvorstandes Cottbus, Mitglied des Bezirksausschusses der Nationalen Front, stellvertretender Vorsitzender des DSF-Bezirksvorstandes Cottbus und Abgeordneter des Bezirkstags Cottbus.
Er war Mitglied des Präsidiums der Liga für die Vereinten Nationen der DDR. Siemon starb im Alter von 92 Jahren in Berlin.

## Auszeichnungen
- Ehrennadel der Nationalen Front
- Verdienstmedaille der DDR
- 1957 Vaterländischer Verdienstorden in Bronze, 1965 in Silber und 1983 in Gold
- 1958 Ernst-Moritz-Arndt-Medaille
- 1958 Ehrenzeichen der NDPD
- 1978 Orden Banner der Arbeit Stufe I
- 1988 Ehrenspange zum Vaterländischen Verdienstorden in Gold